# Stark Rock
Der Stark Rock (von englisch stark ‚blank, kahl, öde, eintönig‘) ist ein markanter und 7 m hoher Klippenfelsen im Wilhelm-Archipel vor der Westküste des Grahamlands auf der Antarktischen Halbinsel. Er ragt 3 km südlich der Cruls-Inseln auf.
Der Falkland Islands Dependencies Survey kartierte ihn anhand von Luftaufnahmen der Hunting Aerosurveys Ltd. aus den Jahren von 1956 bis 1957. Das UK Antarctic Place-Names Committee verlieh ihm 1959 seinen deskriptiven Namen.